# Bulbostylis svensoniana
Bulbostylis svensoniana är en halvgräsart som beskrevs av Julian Alfred Steyermark. Bulbostylis svensoniana ingår i släktet Bulbostylis och familjen halvgräs. Inga underarter finns listade i Catalogue of Life.